# Game Stick
Game Stick är en spelkonsol som är en klon av Nintendo Entertainment System. Den såldes i Sydamerika. Game Stick hade inget hål för spelkassetter men kom med 76 inbyggda Nintendospel, varav några är dubbletter eller har ändrad grafik. Alla spel går inte att spela då exempelvis Duck Hunt kräver en Zapper som inte kan anslutas.